# Suite française (Milhaud)

La Suite française, op. 248, est une suite pour orchestre d'harmonie ou orchestre symphonique, composé en 1944 par Darius Milhaud et publié en 1985. Sa durée est d'environ 17 minutes.

## Composition

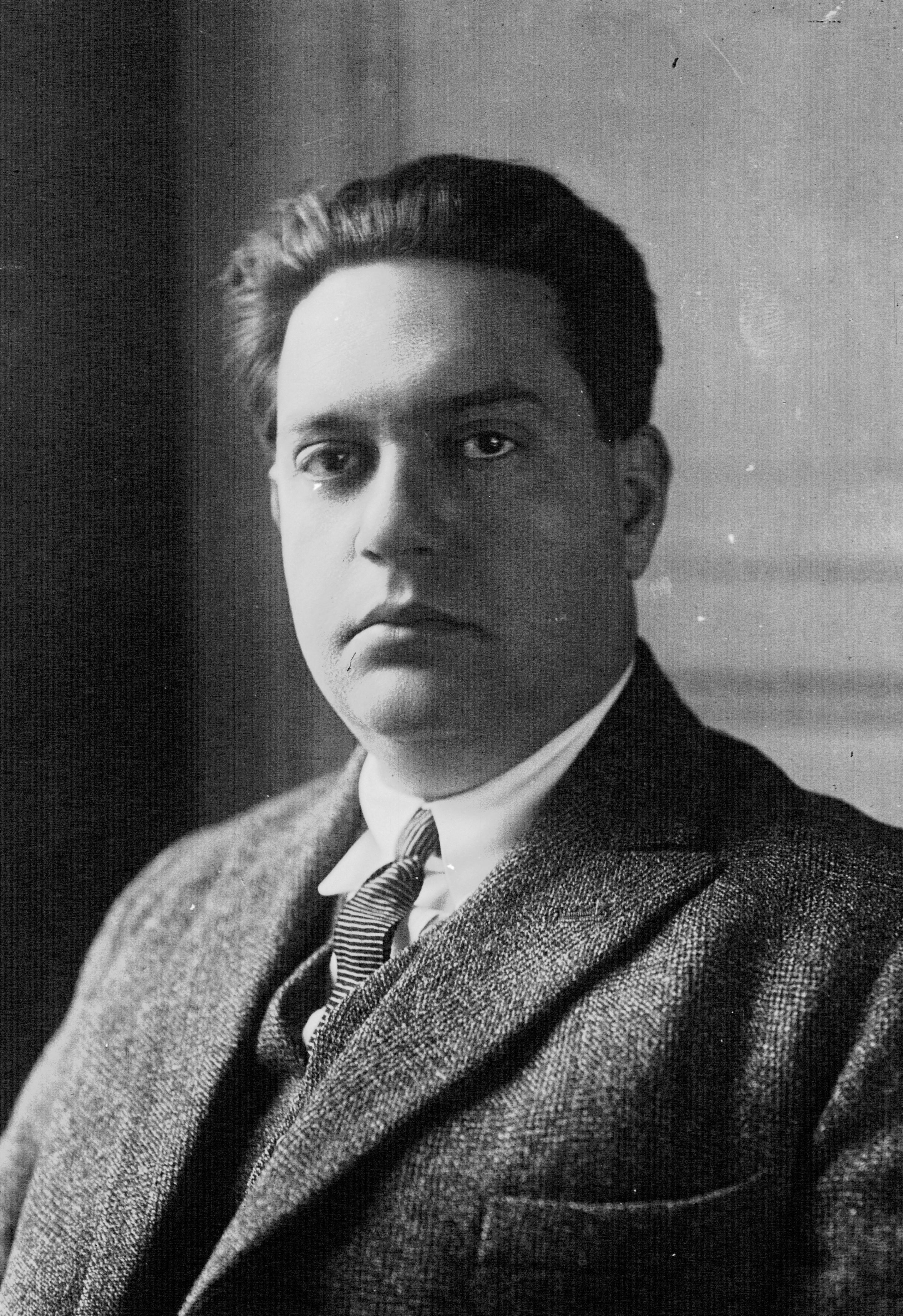
Darius Milhaud (1923)

Cette suite est composée de cinq mouvements : «Normandie», «Bretagne», «Île de France», «Alsace-Lorraine» et «Provence». 
Ces cinq parties représentent chacune un aspect différent de ces cinq régions, libérées par les armées alliées. 
La «Normandie» est représentée par un air folklorique, dans deux chansons folkloriques : Germaine et La Bergère française et le Roi d'Angleterre. 
La «Bretagne» établit un lien direct avec la mer grâce à des chants marins, alors qu'une corne de brume annonce le début de cette partie.
Le mouvement «Île de France» expose une chanson folklorique symbolisant l'agitation de Paris; l'air lyrique et le tempo rapide reflètent l'attitude pétillante de la «ville-lumière». 
L'«Alsace-Lorraine» prend une tournure sombre avec un tempo lent et l'évocation de l'artillerie autour d'un cortège funèbre.
La «Provence», qui représente la région natale du compositeur, est reconnaissable à sa mélodie au galoubet (fifre) et tambourin.
Selon les mouvements, les tempi varient largement au cours de l'exécution.
Sa première a lieu au Central Park Concert, New York (États-Unis) le 13 juin 1945.

### Nomenclature
Les instruments utilisés sont : 
- le quintette à cordes (version symphonique) ;
- bois : flûte piccolo, hautbois, basson, clarinette soprano (en si bémol), clarinette soprano (en mi bémol), clarinette alto en si-bémol, clarinette basse (mi bémol), saxophone alto (si bémol), saxophone ténor (mi bémol), saxophone baryton (si bémol), saxophone basse (si bémol) ;
- cuivres : Cornet (si bémol), Trompettes, Cors en fa, Trombones, Euphonium, Tuba ;
- percussions : timbales, grosse caisse, cymbales, tambour militaire, caisse claire.

À noter : l'œuvre fut d'abord composée pour ensemble d'harmonie, puis réorchestrée pour orchestre symphonique par le compositeur.